# Фомкін Олексій Леонідович
Олексій Леонідович Фомкін (рос. Фомкин Алексей Леонидович; 30 серпня 1969, Москва — 24 лютого 1996, Владимир) — російський радянський актор. Вперше знявся 1982 року у кіножурналі «Єралаш». Став відомим після зйомок фантастичного художнього фільму для дітей «Гостя з майбутнього», зігравши у ньому одну з головних ролей.

## Біографія
Олексій Фомкін народився 30 серпня 1969 року у Москві. Навчався у середній школі № 516 міста Москви. З першого класу займався у Дитячому театрі ляльок при заводі «Динамо», з третого класу займався у Театральній студії Будинку культури ЗіЛ.
За деякими даними вперше О. Фомкіна показали по Центральному телебаченню 7 листопада 1982 року, коли у прямому ефірі транслювалося урочисте засідання радянського уряду, присвячене Дню Жовтневої революції, де з доповіддю виступав Л. Брежнєв. Після його доповіді на сцену вийшло кілька піонерів, які читали вірші, гасла, співали пісні. Серед них був і О. Фомкін.
Того ж року Олексій Фомкін був призером московського загальноміського конкурсу читців, де зайняв друге місце. На конкурсі його помітив асистент режисера художнього фільму «Опудало» (1983) і запропонував взяти участь у кінопробах. Хоч кінопроби Олексій Фомкін не пройшов, на кіностудії залишилася його анкета.
Через кілька місяців О. Фомкіна запросили знятися у дитячому кіножурналі «Єралаш». Перша роль О. Фомкіна була у випуску № 36 «Єралашу». На зйомках його помітив режисер П. Арсенов і запропонував головну роль у художньому фільмі «Гостя з майбутнього». Після показу фільму по телебаченню О. Фомкін став відомим і для багатьох кіноглядачів він так і залишився «Колею Герасимовим». О. Фомкін і надалі продовжував зніматися у випусках «Єралашу». 1986 року знявся у ролі другого плану у телевізійному фільмі «Привід» (рос. «Повод»).
1986 року закінчив школу. 1987 року знявся у одній з головних ролей у фільмі «На своїй землі». Потім був призваний у армію, службу проходив у місті Ангарськ. Після призову у армію почав отримувати пропозиції від режисерів, але прийняти їх не міг. На цьому кінокар'єра Олексія Фомкіна завершилася.
Після служби у армії О. Фомкін влаштувався у МХАТ, але через три місяці був звільнений, можливо, через прогули. Деякий час працював маляром.
Переїхав з Москви у Владимирську область, у село Безводне. Працював мірошником. Був одружений, після весілля переїхав на проживання до своєї дружини Лєни у місто Владимир.

## Смерть
22 лютого 1996 року Олексія Фомкіна з дружиною друзі запросили у гості на день Захисника Вітчизни («день Радянської армії»). В ніч проти 24 лютого 1996 року Олексій Фомкін загинув під час пожежі, отруївшись чадним газом. Всіх, окрім Олексія Фомкіна, який спав і не міг покинути приміщення, під час тієї пожежі вдалося врятувати.

## Фільмографія
- 1982 — кіножурнал «Єралаш», випуск № 36 — «Аукцион»
- 1983 — кіножурнал «Єралаш», випуск № 37 — «Сказка — ложь, да в ней намек…»
- 1983 — кіножурнал «Єралаш», випуск № 40 — «Чудеса в решете»
- 1984 — кіножурнал «Єралаш», випуск № 43 — «Одуванчик полевой»
- 1985 — кіножурнал «Єралаш», випуск № 49 — «Подсматривать нехорошо»
- 1985 — кіножурнал «Єралаш», випуск № 50 — «Давайте говорить друг другу комплименты»
- 1985 — «Гостя з майбутнього» — Коля Герасімов / Щур (Крис) в його образі / Веселун У в його образі
- 1986 — «Привід» (рос. «Повод»)
- 1987 — «На своїй землі» (рос. «На своей земле»)